# Мирза Делић
Мирза Делић (Тузла, 26. јуни 1981), босанскохерцеговачки је поп-фолк пјевач и клавијатуриста.

## Биографија
Мирза Делић је рођен у Тузли (СР БиХ, СФР Југославија) 26. јуна 1981. године, а одрастао у Лукавцу гдје је завршио Електро-техничку школу. Музиком се бави од раног дјетињства, како свирајући клавијатуре и хармонику тако и пјевањем у познатом локалном музичком саставу „Папилон бенду”. Популарност је стекао током учешћа у музичком такмичењу Звезде Гранда — сезона 2016/2017, у којем је заузео 5. мјесто. То му је омогућило снимање првих пјесма за Гранд продукцију. У Новембру 2017. је објавио своју прву пјесму под називом “И сад се окренем”, аутора Тони Лехмана и Марка Цветковића.

## Дискографија

### Наредне пјесме
- Ти мораш да ме чекаш — Мухарем Сербезовски, Џавид Љубовци (2018)[4]
- Због нас — дует са Сандром Решић, Мехди Жиго и Папилон бенд (2018)[5][6]
- Истина је — Кенан Ферхатовић, Енџи Маврић (2019)[4]
- Потражи ме — Мехди Жиго Недим Мелкић (2019)
- Браћа — дует са Аднаном Незировом, Пеђа Меденица, Енџи Маврић (2020)[4]
- Вила — Гордана Гвозденовић Павлези, Недим Мелкић (2022)